# 1979 (bài hát)
"1979" là bài hát của ban nhạc alternative rock người Mỹ The Smashing Pumpkins, là đĩa đơn thứ hai trích từ album phòng thu thứ ba của họ Mellon Collie and the Infinite Sadness (1996). Ca khúc được sáng tác bởi trưởng nhóm Billy Corgan, sử dụng nhiều đoạn băng thâu từ những sản phẩm trước đó của ban nhạc. Năm 1979, Corgan 12 tuổi và với anh đó là cột mốc sang tuổi thiếu niên, và ca khúc này là những kỷ niệm của anh về giai đoạn đó.
"1979" đạt vị trí số 2 tại Canada, số 6 tại Ireland, số 9 tại New Zealand và lọt vào bảng xếp hạng top 20 tại nhiều quốc gia khác, trong đó có Anh, Úc và Mỹ. Ca khúc sau đó nhận hai đề cử cho Thu âm của năm và Trình diễn song tấu hoặc nhóm nhạc giọng rock xuất sắc nhất tại Giải Grammy lần thứ 39, và giành giải "Video alternative của năm" tại Giải Video âm nhạc của MTV. Năm 2012, độc giả tờ Rolling Stone bình chọn đây là ca khúc hay thứ hai trong sự nghiệp của The Smashing Pumpkins.

## Danh sách ca khúc
Đĩa đơn 7" A-kép tại Mỹ
| STT | Nhan đề                       | Sáng tác     | Thời lượng |
| --- | ----------------------------- | ------------ | ---------- |
| 1.  | "1979"                        | Billy Corgan | 4:24       |
| 2.  | "Bullet with Butterfly Wings" | Billy Corgan | 4:16       |

Đĩa đơn 12" tại Anh/Mỹ CD tại Anh
| STT | Nhan đề   | Sáng tác     | Thời lượng |
| --- | --------- | ------------ | ---------- |
| 1.  | "1979"    | Billy Corgan | 4:24       |
| 2.  | "Ugly"    | Billy Corgan | 2:28       |
| 3.  | "Believe" | James Iha    | 3:15       |
| 4.  | "Cherry"  | Billy Corgan | 4:02       |

Max-CD tái bản 1996
| STT | Nhan đề                | Sáng tác     | Thời lượng |
| --- | ---------------------- | ------------ | ---------- |
| 1.  | "1979"                 | Billy Corgan | 4:24       |
| 2.  | "Ugly"                 | Billy Corgan | 2:28       |
| 3.  | "The Boy"              | James Iha    | 3:04       |
| 4.  | "Cherry"               | Billy Corgan | 4:02       |
| 5.  | "Believe"              | James Iha    | 3:15       |
| 6.  | "Set The Ray To Jerry" | Billy Corgan | 4:10       |

1979 Mixes
| STT | Nhan đề                   | Sáng tác     | Thời lượng |
| --- | ------------------------- | ------------ | ---------- |
| 1.  | "1979 (Vocal Mix)"        | Billy Corgan | 5:08       |
| 2.  | "1979 (Instrumental Mix)" | Billy Corgan | 5:17       |
| 3.  | "1979 (Moby Mix)"         | Billy Corgan | 6:39       |
| 4.  | "1979 (Cement Mix)"       | Billy Corgan | 4:40       |

Các ca khúc được 1, 2 và 4 được remix bởi Roli Mosimann. Ca khúc số 3 được remix bởi Moby.

## Xếp hạng và chứng chỉ
| Bảng xếp hạng (1996)                       | Vị trí cao nhất |
| ------------------------------------------ | --------------- |
| Úc (ARIA)                                  | 16              |
| Bỉ (Ultratop 50 Flanders)                  | 37              |
| Bỉ (Ultratop 50 Wallonia)                  | 21              |
| Canada Top Singles (RPM)                   | 2               |
| Canada Rock/Alternative (RPM)              | 3               |
| Phần Lan (Suomen virallinen lista)         | 11              |
| Pháp (SNEP)                                | 38              |
| Ireland (IRMA)                             | 6               |
| Hà Lan (Dutch Top 40)                      | 38              |
| Hà Lan (Single Top 100)                    | 29              |
| New Zealand (Recorded Music NZ)            | 9               |
| Poland (LP3)                               | 18              |
| Scotland (OCC)                             | 17              |
| Anh Quốc (OCC)                             | 16              |
| Hoa Kỳ Billboard Hot 100                   | 12              |
| Hoa Kỳ Adult Alternative Songs (Billboard) | 3               |
| Hoa Kỳ Adult Pop Airplay (Billboard)       | 30              |
| Hoa Kỳ Alternative Songs (Billboard)       | 1               |
| Hoa Kỳ Dance Club Songs (Billboard)        | 17              |
| Hoa Kỳ Mainstream Rock (Billboard)         | 1               |
| Hoa Kỳ Pop Airplay (Billboard)             | 10              |

| Bảng xếp hạng (1996)          | Vị trí |
| ----------------------------- | ------ |
| Australia (ARIA)              | 94     |
| Canada Top Singles (RPM)      | 15     |
| Canada Dance/Urban (RPM)      | 35     |
| Canada Rock/Alternative (RPM) | 3      |
| US Billboard Hot 100          | 44     |

| Quốc gia | Chứng nhận | Số đơn vị/doanh số chứng nhận |
| --- | ---------- | ----------------------------- |
| Ý (FIMI) | Vàng       | 25.000*                       |
| Anh Quốc (BPI) | Bạc        | 200.000‡                      |
| Hoa Kỳ (RIAA) | Vàng       | 500.000^                      |
| * Chứng nhận dựa theo doanh số tiêu thụ. ^ Chứng nhận dựa theo doanh số nhập hàng. ‡ Chứng nhận dựa theo doanh số tiêu thụ và phát trực tuyến. |            |                               |